# Emma Snowsillová
Emma Laura Snowsillová–Frodenová (* 15. června 1981 Gold Coast) je bývalá australská triatlonistka.
V roce 2000 se stala juniorskou mistryní světa a získala stipendium Australského sportovního institutu. Třikrát vyhrála mistrovství světa v triatlonu (2003, 2005 a 2006), získala zlato na Hrách Commonwealthu 2006 a na Letních olympijských hrách 2008, kde porazila úřadující mistryni světa Vanessu Fernandesovou z Portugalska. Vyhrála dvanáct závodů Světového poháru. V roce 2009 jí byl udělen Řád Austrálie. V červenci 2014 oznámila ukončení sportovní kariéry.
Jejím manželem je od roku 2013 Jan Frodeno, který získal pro Německo zlatou medaili v triatlonu na OH 2008. Žijí v Saarbrückenu, mají syna a dceru.